# Gaziveran
Gaziveran, Ghaziveran o Kazivera es una ciudad del noroeste de Chipre, bajo el control de facto de la República Turca del Norte de Chipre, situada cerca de la bahía de Morfou en el distrito de Güzelyurt, a nueve kilómetros al suroeste de la ciudad de Morfou y a cuatro kilómetros al noreste de Pentageia (Yeşilyurt).
El origen del nombre de la aldea es oscuro. Tiene un origen turco, aunque se está de acuerdo acerca de su significado. Después de 1974, los turcochipriotas cambiaron ligeramente el nombre de Gaziveran a Gaziveren, que significa "un pueblo que produzca los guerreros."

## Conflicto intercomunal
Desde la época otomana hasta la actualidad, Gaziveran ha sido habitada predominantemente por los turcochipriotas. Aunque el crecimiento de la población de la aldea fluctuó en la primera mitad del siglo XX, aumentó constantemente, pasando de 121 en 1891 a 469 en 1960. En 1960 tenía 469 turcochipriotas.
No hubo desplazados en este pueblo durante la lucha entre comunidades de la década de 1960. Sin embargo, durante este período sirvió como un centro de recepción para muchos turcochipriotas desplazadas que habían huido de localidades cercanas.
La primera evacuación de la región de Lefka / Lefke tuvo lugar en los pueblos de Xeros y Karavostasi / Gemikonağı al final de diciembre de 1963, cuando tropas irregulares grecochipriotas forzaron a turcochipriotas a abandonar el lugar a punta de pistola. Este acoso habría sido en represalia por la evacuación de cientos de grecochipriotas de Lefka / Lefke y Ampelikou / Bağlıköy en 1958 durante la campaña EOKA.
El 19 de marzo de 1964, irregulares grecochipriotas atacaron la localidad, presumiblemente por su estratégica ubicación sobre la ruta Morfou - Xeros. Su población fue protegida por unos 50 Mücabits armados con armas cortas. La edición del 20 de marzo de 1964 del New York Times informó del ataque grecochipriota contra la aldea turca de Gaziveran de la siguiente manera:
Al caer la noche, al menos, tres turcochipriotas fueron muertos y cuatro resultaron heridos. Cinco atacantes grecochipriotas fueron heridos y uno falleció en el hospital.
El asedio de Ghaziveran, en la bahía de Morphou, ha sido desigual. Dos ceses al fuego durante el día fueron rotos. Las tropas británicas intervinieron, pero con el inicio de la oscuridad, fueron sacadas de la aldea. Cuando se fueron, el fuego de fusil y de ametralladoras se reinició. Cerca de 200 mujeres y niños y algunos hombres mayores permanecieron en una pequeña escuela en el centro de la aldea.

Las balas atravesaron los naranjos que rodean el pueblo, las paredes de la escuela y otros edificios fueron impactados. Los atacantes grecochipriotas no dudaron en disparar contra la escuela donde esas mujeres, niños y ancianos se refugiaron.
Alrededor de un mes más tarde, una segunda ola de personas son desplazadas, siguiendo el acuerdo de libertad de movimiento. Estos desplazados se fueron huyendo de diversos pueblos de la región de Lefka / Lefke y se refugiaron en la ciudad homónima, así como en pueblos turcochipriotas cercanos como Gaziveran. En 1971 había 125 turcochipriotas desplazados en Gaziveran.

## Población actual
Gaziveren está actualmente, en gran parte, habitada por sus pobladores originales. Además, hay algunos turcochipriotas que fueron desplazadas en 1964 o 1974, que proceden principalmente de pueblos como Akaki, Alevga, Mansoura, Amadies y Peristerona del distrito de Nicosia.
Algunas familias de varias localidades del distrito de Pafos también se establecieron allí. Durante los últimos veinte años, muchos otros turcochipriotas en el norte de otras partes han decidido establecerse en el pueblo, como el cultivo de los cítricos se desarrolla en el suelo de la zona.
El último censo turcochipriota de 2006 calculó a la población de la aldea en 1002.